# تفجير حلب (مارس 2012)
في 18 مارس 2012، أسفر انفجار سيارة مفخخة في حي سكني في مدينة حلب السورية عن مقتل اثنين من أفراد قوات الأمن وامرأة مدنية. وأصيب حوالي 30 من السكان بجراح.
وقد لحقت أضرار بالغة بالمباني السكنية والدير القريب نتيجة لانفجار القنبلة.
وهو التفجير الثاني في المدينة في سلسلة من الهجمات المميتة التي وقعت في المدينة خلال 2012، في إطار الحرب الأهلية السورية.